# 슐츠 방법
슐츠 방법(Schulze method)은 1997년 마커스 슐츠가 개발한 선거 제도이다. 이 방법으로 승자들의 정렬된 목록을 만들어낼 수 있다.

## 예시
후보자가 5명(A, B, C, D, E)이고 투표자가 45명인 예시를 살펴보자.
| 선호순서 | 투표자수 |
| -------- | -------- |
| ACBED    | 5        |
| ADECB    | 5        |
| BEDAC    | 8        |
| CABED    | 3        |
| CAEBD    | 7        |
| CBADE    | 2        |
| DCEBA    | 7        |
| EBADC    | 8        |
| 계       | 45       |

|        | d[*,A] | d[*,B] | d[*,C] | d[*,D] | d[*,E] |
| ------ | ------ | ------ | ------ | ------ | ------ |
| d[A,*] |        | 20     | 26     | 30     | 22     |
| d[B,*] | 25     |        | 16     | 33     | 18     |
| d[C,*] | 19     | 29     |        | 17     | 24     |
| d[D,*] | 15     | 12     | 28     |        | 14     |
| d[E,*] | 23     | 27     | 21     | 31     |        |

짝 대결 그래프
경로의 강도(strength)는 가장 약한 고리(=노드)의 강도를 말한다.
다음 표는 후보자 각 쌍에 대해 한 후보자 X에서 다른 후보자 Y로 가는 최강 경로를 보여준다.
이들 최강경로에서 가장 약한 고리는 밑줄로 표시되어 있다.
|     | → A                           | → B                    | → C             | → D             | → E                    |
| --- | ----------------------------- | ---------------------- | --------------- | --------------- | ---------------------- |
| A → |                               | A-(30)-D-(28)-C-(29)-B | A-(30)-D-(28)-C | A-(30)-D        | A-(30)-D-(28)-C-(24)-E |
| B → | B-(25)-A                      |                        | B-(33)-D-(28)-C | B-(33)-D        | B-(33)-D-(28)-C-(24)-E |
| C → | C-(29)-B-(25)-A               | C-(29)-B               |                 | C-(29)-B-(33)-D | C-(24)-E               |
| D → | D-(28)-C-(29)-B-(25)-A        | D-(28)-C-(29)-B        | D-(28)-C        |                 | D-(28)-C-(24)-E        |
| E → | E-(31)-D-(28)-C-(29)-B-(25)-A | E-(31)-D-(28)-C-(29)-B | E-(31)-D-(28)-C | E-(31)-D        |                        |

|        | p[*,A] | p[*,B] | p[*,C] | p[*,D] | p[*,E] |
| ------ | ------ | ------ | ------ | ------ | ------ |
| p[A,*] |        | 28     | 28     | 30     | 24     |
| p[B,*] | 25     |        | 28     | 33     | 24     |
| p[C,*] | 25     | 29     |        | 29     | 24     |
| p[D,*] | 25     | 28     | 28     |        | 24     |
| p[E,*] | 25     | 28     | 28     | 31     |        |

E 후보자는, 모든 다른 후보자 X에 대하여 p[E,X] ≥ p[X,E]이므로 잠재적 승자이다.
- 25 = p[E,A] > p[A,E] = 24이므로 후보자 E는 후보자 A보다 선호된다.
- 28 = p[E,B] > p[B,E] = 24이므로 후보자 E는 후보자 B보다 선호된다.
- 28 = p[E,C] > p[C,E] = 24이므로 후보자 E는 후보자 C보다 선호된다.
- 31 = p[E,D] > p[D,E] = 24이므로 후보자 E는 후보자 D보다 선호된다.
- 28 = p[A,B] > p[B,A] = 25이므로 후보자 A는 후보자 B보다 선호된다.
- 28 = p[A,C] > p[C,A] = 25이므로 후보자 A는 후보자 C보다 선호된다.
- 30 = p[A,D] > p[D,A] = 25이므로 후보자 A는 후보자 D보다 선호된다.
- 29 = p[C,B] > p[B,C] = 28이므로 후보자 C는 후보자 B보다 선호된다.
- 29 = p[C,D] > p[D,C] = 28이므로 후보자 C는 후보자 D보다 선호된다.
- 33 = p[B,D] > p[D,B] = 28이므로 후보자 B는 후보자 D보다 선호된다.

그러므로 슐츠 순위는 E > A > C > B > D 순이다.

## 구현
후보자 수를 C라고 하자.
그러면 플로이드-워셜 알고리듬으로 가장 강력한 경로의 강도를 계산할 수 있다.
아래의 파스칼 유사코드는 그러한 경로 판단을 나타낸 것이다.
- 입력: d[i,j]는 i후보를 j후보보다 강력하게 선호하는 투표자 수이다.
- 출력: p[i,j]는 i후보에서 j후보로 가는 가장 강력한 경로의 강도이다.

```
for
 
i
 
:
 
=
 
1
 
to
 
C

begin

   
for
 
j
 
:
 
=
 
1
 
to
 
C

   
begin

      
if
 
(
 
i
 
≠
 
j
 
)
 
then

      
begin

         
if
 
(
 
d
[
i
,
j
]
 
>
 
d
[
j
,
i
]
 
)
 
then

         
begin

            
p
[
i
,
j
]
 
:
 
=
 
d
[
i
,
j
]

         
end

         
else

         
begin

            
p
[
i
,
j
]
 
:
 
=
 
0

         
end

      
end

   
end

end

for
 
i
 
:
 
=
 
1
 
to
 
C

begin

   
for
 
j
 
:
 
=
 
1
 
to
 
C

   
begin

      
if
 
(
 
i
 
≠
 
j
 
)
 
then

      
begin

         
for
 
k
 
:
 
=
 
1
 
to
 
C

         
begin

            
if
 
(
 
i
 
≠
 
k
 
)
 
then

            
begin

               
if
 
(
 
j
 
≠
 
k
 
)
 
then

               
begin

                  
p
[
j
,
k
]
 
:
 
=
 
max
 
(
 
p
[
j
,
k
]
,
 
min
 
(
 
p
[
j
,
i
]
,
 
p
[
i
,
k
]
 
)
 
)

               
end

            
end

         
end

      
end

   
end

end

```